# トヨタ・モーター・マニュファクチャリング・カナダ
トヨタ・モーター・マニュファクチャリング・カナダ（Toyota Motor Manufacturing Canada Inc., TMMC）はカナダにあるトヨタ自動車が100 %出資する自動車製造会社である。

## 会社概要
- 1983年 - ブリティッシュコロンビア州にトヨタのアルミホイール工場が建築され、260人を雇用した。
- 1988年 - 続いてトヨタはオンタリオ州ケンブリッジで車体組立工場の操業を開始する。トヨタが北米に持つ完成車工場としては、ケンタッキー州ジョージタウンの工場（TMMK）に次いで2番目、カナダでは初となる。北の工場では、カローラ、マトリックスを製造し、南の工場ではレクサス・RX（コンベモデルのみ）を製造している。（いずれの車種も北米仕向けの車両）TMMCは日本国外で最初で唯一、レクサスブランドの車両を生産している工場である。
- 2008年 - ウッドストック工場が創業を開始し、RAV4を生産している。

## 生産車種
| 工場                     | 場所                                | 創業開始年 | 備考 | 車種                                                              |
| ------------------------ | ----------------------------------- | ---------- | ---- | ----------------------------------------------------------------- |
| ケンブリッジ州北工場     | ケンブリッジ (オンタリオ州)         | 1988年     |      | - カローラ （1988年–生産中） - マトリックス （2002年–生産中）     |
| ケンブリッジ州南工場     | ケンブリッジ (オンタリオ州)         | 1999年     |      | - レクサスRX （2004年–生産中） - カムリソラーラ （1999年–2003年） |
| ウッドストック工場       | ウッドストック (オンタリオ州)       | 2008年     |      | - RAV4 （2009年-生産中）                                          |
| アルミニウムホイール工場 | デルタ (ブリティッシュコロンビア州) | 1983年     |      | カナダの工場で使用する部品                                        |